# Kosuke Kitajima
Kosuke Kitajima, (japanska: 北島康介; Kitajima Kōsuke), född i Tokyo, Japan den 22 september 1982, är en japansk simmare som bland annat vunnit fyra stycken individuella OS-guld.

### Fotnoter
1. ↑  ”Kosuke Kitajima Bio, Stats, and Results - Olympics at Sports.reference.com”. sportsreference.com. Sportsreference. Arkiverad från originalet den 20 augusti 2008. https://web.archive.org/web/20080820022600/http://www.sports-reference.com/olympics/athletes/ki/kosuke-kitajima-1.html. Läst 24 oktober 2015.